# Mortal Kombat II
Mortal Kombat II è un videogioco arcade della categoria picchiaduro a incontri prodotto da Midway Games nel 1993. È il seguito pluriacclamato del famoso Mortal Kombat, che un anno prima aveva raggiunto picchi di violenza grafica mai sfiorati prima da altri videogiochi. Questo sequel mantiene ed esalta ancor più le "clamorose" caratteristiche del primo titolo, consacrando così il marchio Mortal Kombat come un autentico fenomeno di massa a livello mondiale. MK II venne convertito per numerose piattaforme domestiche, edito principalmente dalla Acclaim Entertainment, ed è stato più volte definito dalla critica uno dei più influenti picchiaduro di sempre.

## Trama
Sconfitto da Liu Kang al termine del primo torneo, Shang Tsung torna dal suo imperatore Shao Kahn chiedendo di risparmiargli la vita. Lo convince anzi a tenere un nuovo Mortal Kombat, ma questa volta nell'Outworld obbligando così i guerrieri della Terra a seguirlo nel suo mondo, in cui ha il vantaggio di conoscere il territorio e poter escogitare delle trappole mortali per i terrestri. Shao Kahn rigenera lo stregone donandogli la giovinezza e invita Raiden ad accompagnare al torneo i nuovi guerrieri prescelti. Liu Kang, alla fine, vince il torneo sconfiggendo l'imperatore Kahn e salvando ancora una volta la Terra dalla minaccia di Outworld.

## Modalità di gioco
Le novità rispetto al primo Mortal Kombat:
- Il nuovo gameplay è in generale più rapido e scattante, e si ha un feedback più immediato quando si eseguono i comandi di mosse semplici o speciali. Ciò fa di MK2 uno dei più veloci e dinamici giochi di lotta della sua epoca. È noto che Mortal Kombat 1 traeva invece il proprio fascino dalla prerogativa (intenzionale o no) di far agire i combattenti a ritmi più moderati, o, se vogliamo, "umani", con meno frenesia ma maggior senso del calcolo e della premeditazione. In sintesi, i due classici MK1 e MK2 risultano entrambi efficaci ed amatissimi dai fans, ciascuno con la propria diversa giocabilità. Il seguente MK3 segnerà un ulteriore incremento nel ritmo di gioco, azzerando totalmente i tempi di studio/riflessione in favore della rapidità totale [esempio: introdurrà il tasto "corsa"].
- Viene qui introdotta una nuova mossa semplice, comune a tutti i combattenti, detta "roundhouse kick", un calcio "a rotazione" che spazza via l'avversario (indietro + calcio alto) come un uppercut/montante. In generale, è stata sviluppata una maggiore differenziazione tra colpi alti, colpi bassi (è ora possibile un "crouch punch", un pugno sferrato da accovacciati) e colpi aerei; sono infatti possibili molti più attacchi aerei (in volo) e mosse speciali effettuabili in aria. I combattimenti assumono quindi dinamiche più complesse ed articolate, "a tutto schermo".
- La risoluzione della grafica è aumentata rispetto al precedente capitolo e inoltre la trama si fa sempre più complessa. La definizione degli effetti sonori e dei brani della soundtrack è notevolmente incrementata, con un campionario molto più vasto di voci/grida di combattimento ed un repertorio musicale rinnovato che accompagna gli incontri in modo molto più avvolgente e profondo rispetto alla semplicità dei sottofondi di MK1.
- L'ambientazione generale del gioco è il regno di Outworld, governato da Shao Kahn. Gli eventi si spostano dunque dalla Terra (la solitaria isola di Shang Tsung ospitava MK 1) ad un'altra realtà, dominata da scenari surreali ed evocativi.
- Benché non più tenuto sulla Terra, il secondo torneo mantiene le caratteristiche "orientali" e tribali che dominavano MK 1. Sono presenti figure come monaci, ninja e guerrieri appartenenti a qualche "ordine" o codice. Le musiche di accompagnamento sfruttano ancora motivi orientali, ricchi di gong e droni/tappeti sonori che evocano culture orientali.
- La vera novità è data da alcuni elementi ultraterreni e favolistici (relativi all'Outworld), come oggetti volanti o presenze eteree fluttuanti nell'aria, che inquadrano il gioco in un contesto ben più "fantasy" rispetto a MK 1.
- I guerrieri hanno più di una Fatality ciascuno e sono state introdotte in maggior numero le Stage Fatality in cui lo scenario aiuta ad uccidere il perdente in modo spettacolare.
- In questo episodio sono state introdotte le Babality (l'avversario si trasforma in neonato) e le Friendship (il vincitore, anziché infierire sul perdente, regala un atto di amicizia nei confronti dell'avversario, esibendosi in una scenetta dal tono comico). Inoltre, nella versione Mega Drive, tramite un codice, Raiden può utilizzare la Fergality (l'avversario diventa un omino sorridente, caricatura di Fergus McGovern, che curò il porting del gioco per tale console).
- Non ci sono più le prove di forza ("Test Your Might") e l'Endurance durante il torneo come nel precedente episodio. Il nuovo Battle Plan (piano di combattimento) prevede di affrontare tutti i 12 combattenti standard presenti nel menu di selezione, l'ultimo dei quali (il 12°) è sempre Shang Tsung. (Prima di S.Tsung è possibile affrontare Jade, indicata da una casella con punto interrogativo). Dopo S.Tsung, si affrontano i due boss finali: Kintaro e Shao Kahn.
- Reptile e Shang Tsung sono stati aggiunti come personaggi giocabili e con mosse speciali proprie. (Lo stregone S.Tsung, che in MK 1 era un anziano demone dai lunghi capelli grigi, ha ora assunto le sembianze di un giovane guerriero). Sono inoltre stati aggiunti Kitana, Mileena, Jax, Baraka, Kung Lao. Sono invece stati rimossi Sonya Blade e Kano perché prigionieri di Shao Kahn. I personaggi segreti sono Jade, Smoke e Noob Saibot.
- Oltre che per le eccellenti novità nel gameplay e sul piano grafico/sonoro, MK2 è diventato famoso anche per essere considerato uno dei più difficili Mortal Kombat mai realizzati (se non il più difficile in assoluto) nell'ambito del Giocatore Singolo (contro la CPU), specialmente nella classica versione Arcade, ovvero quella presente nelle sale giochi. L'intelligenza artificiale guidata dalla CPU, infatti, non lascia minimamente spazio a errori o a lievi esitazioni del giocatore, che viene contrastato alla perfezione nel 99% delle mosse che egli esegue, semplici o speciali che siano. È ipotizzabile che i programmatori della Midway tennero conto del fatto che nelle sale giochi [si parla della metà degli anni '90] gli utenti non dovevano soffermarsi più di qualche minuto su un singolo gioco, e, per dare ricambio continuo agli utenti (ed anche per indurre gli stessi ad inserire più monete possibili nella macchina), svilupparono una CPU eccezionalmente robotica, di impietosa difficoltà. Dopo i primi 1 o 2 avversari che appaiono piuttosto abbordabili, il giocatore noterà un drastico incremento di difficoltà che renderà pressoché impossibile al principiante proseguire la (lunga) scalata verso Kintaro e Shao Kahn, a meno che non si ricorra a tattiche "astute", mirate a sfruttare i pochissimi punti deboli dello stile robotico dei guerrieri mossi dalla CPU.

## Personaggi

### Nuovi
- Baraka - Guerriero della specie tarkatan, una razza nomade di combattenti dell'Outworld dotati di lame che fuoriescono dalle braccia, assoldato da Shao Kahn.
- Jax - membro delle Forze Speciali e superiore di Sonya Blade in cerca della compagna scomparsa. Questo è l'unico gioco in cui Jax non possiede ancora le sue distintive braccia metalliche.
- Kitana - assassina personale di Shao Kahn, in realtà principessa di Edenia figlia di Sindel. Deciderà di tradire il padre adottivo e allearsi con i terrestri; le sue armi principali sono un paio di affiliati ventagli.
- Mileena - altra assassina personale di Shao Kahn, sorella gemella di Kitana, in realtà un grottesco clone di Kitana creato da Shang Tsung, ibrido tra la principessa e un tarkatan (da cui ha ereditato le fauci aguzze che nasconde dietro la maschera), con lo scopo di osservarla e in seguito sostituirla. Le sue armi sono un paio di Sai.
- Kung Lao - monaco Shaolin e discendente del Grande Kung Lao, passato campione terrestre del Mortal Kombat ucciso da Goro. Possiede un cappello dal bordo affiliato che usa per combattere e gli garantisce l'abilità di teletrasportarsi.
- Sub Zero II - Ninja del clan Lin-Kuei, fratello minore del Sub-Zero del primo Mortal Kombat assassinato da Scorpion. Partecipa al torneo per concludere la missione del fratello: uccidere Shang Tsung.
- Kintaro - boss di fine livello, di razza Shokan come Goro, scelto appositamente per sostituire quest'ultimo dopo la sua sconfitta.
- Shao Kahn - imperatore dell'Outworld, padre adottivo di Kitana e padrone di Mileena. Ha sfidato i campioni terrestri a un nuovo torneo per rimediare alla sconfitta di Shang Tsung e ottenere il diritto di invadere la Terra. È il boss finale del gioco.
- Skarlet - errore grafico giocabile tramite Kitana (è una semplice ricolorazione rossa della suddetta ninja, che è solitamente blu). Skarlet non è tuttavia considerabile un personaggio realmente presente nel torneo, né un personaggio 'segreto'. Si tratta di un "glitch" (imperfezione tecnica).

### Classici
- Johnny Cage - Attore di Hollywood esperto di arti marziali, ha partecipato al primo torneo per dimostrare le sue abilità. Decide di partecipare al nuovo torneo per proteggere la Terra e salvare Sonya.
- Liu Kang - Campione del Mortal Kombat e monaco shaolin. Come Kung Lao, partecipa al nuovo torneo per vendicare la morte dei suoi confratelli ad opera dei servi di Shao Kahn.
- Scorpion - Anima reincarnata in cerca di vendetta e responsabile della morte del primo Sub-Zero. Partecipa al torneo per sfidare nuovamente la sua nemesi.
- Raiden - dio del tuono e del fulmine, protettore del regno della terra e mentore di Liu Kang e Kung Lao. Ha reclutato lui i migliori guerrieri per partecipare al torneo di Shao Kahn.
- Shang Tsung - Capo Stregone di Shao Kahn, nemico principale di Liu Kang e boss finale del precedente capitolo, qui ringiovanito da Shao Khan.
- Reptile - guerriero per metà rettile al servizio di Shao Kahn, personaggio segreto del primo capitolo.

### Personaggi segreti
Come per il primo Mortal Kombat, i personaggi segreti sono dei ninja (due maschi e una femmina) che risultano essere una semplice ricolorazione di altri ninja presenti nel normale schermo di selezione. Sia Smoke (un ninja grigio) che Noob Saibot (un ninja nero) derivano infatti dal modello grafico di Scorpion (di cui assumono anche le stesse azioni d'attacco), mentre dal modello di Kitana ne deriva Jade, una guerriera dalla divisa verde. Inoltre, come accadeva nel primo titolo per Reptile, i tre personaggi segreti di questo secondo capitolo della saga utilizzano le stesse mosse speciali dei personaggi selezionabili da cui essi derivano. I personaggi segreti risultano inoltre essere più veloci e resistenti degli altri, quindi più difficili da sconfiggere; questi combattenti si possono affrontare a patto di aver compiuto delle azioni particolari. 
- Smoke - alleato del Lin Kuei e di Sub-Zero. Si può affrontare premendo tasto Giù + START nella stage The Portal quando Dan Forden dice "Toasty!". Smoke usa le mosse di Scorpion (ad esempio il celebre arpione).
- Jade - amica ed alleata di Kitana. Si può affrontare sconfiggendo l'avversario prima del punto di domanda nel Battle Plan con soli calci bassi o attacchi che utilizzino questo colpo. Jade usa le mosse di Kitana (ad esempio il lancio del ventaglio).
- Noob Saibot - Personaggio misterioso, si verrà a scoprire, in seguito, che si tratta del Sub-Zero originale, morto per mano di Scorpion durante il precedente torneo. Lo si può affrontare solo vincendo 50 partite consecutive nella modalità Versus (2 giocatori). Noob Saibot usa le mosse di Scorpion. Il nome "Noob Saibot" deriva dai cognomi dei due principali creatori del gioco (Ed Boon e John Tobias), scritti al contrario.
- Tutti e tre questi guerrieri segreti portano il giocatore (nella versione Arcade di MK2) a combattere nella Tana di Goro (Goro's Lair), un tetro scenario reso celebre da MK1. Nelle versioni per console, invece, viene utilizzato lo scenario Blue Portal.

## Finali
Come per il capitolo precedente, ogni personaggio ha il proprio finale, ma solo quello di Liu Kang è considerabile pienamente canonico.
- Liu Kang: La morte dei suoi fratelli shaolin per mano delle truppe del Regno Esterno porta il monaco a scatenare una furia tremenda, che causa la caduta di Shao Kahn; Liu Kang può ritornare a casa e porgere l'ultimo saluto agli shaolin caduti.
- Raiden: Ben consapevole delle reali intenzioni di Shang Tsung dietro questo nuovo torneo, Raiden utilizza tutta la sua forza per sconfiggere lo stregone e il Kahn, rompendo, infine, il portale tra i due mondi per far sì che nessuno minacci più la Terra.
- Johnny Cage: Scomparso dalla circolazione, Cage riappare a Hollywood, è salutato come l'eroe salvatore della Terra e ha trovato anche l'ispirazione per la creazione di un sequel per il suo film Mortal Kombat; acclamato da critica e pubblico, Cage capisce che un terzo film è inevitabile.
- Kung-Lao: Combattendo strenuamente, riesce a vincere il torneo e ottenere il titolo di Campione, vendicando così il suo antenato; ancora non sa, tuttavia, che nuove sfide lo attendono.
- Kitana: Scoperte le sue vere origini, Kitana è decisa a riprendersi ciò che è suo di diritto: riesce a sconfiggere l'imperatore e a fare ritorno al castello dei suoi genitori, facendo tornare il Regno Esterno alla sua nobiltà originaria.
- Mileena: Dopo aver capito di essere un clone, e non la sorella, di Kitana, decide di cogliere di sorpresa Shao Kahn e lo detronizza, aiutata da Baraka; i due diventano, così, re e regina del Regno Esterno.
- Scorpion: Avendo visto che Sub-Zero risparmia un suo avversario, capisce che non è lo stesso ninja che aveva affrontato tempo prima, ma Kuai Liang, fratello minore del precedente Sub-Zero; sconfitto Shao Kahn, decide di diventare protettore dell'ex rivale per fare ammenda.
- Sub-Zero: Riesce a completare la missione che il fratello aveva fallito e uccide Shang Tsung; incontra Scorpion, apprende della faida tra lui e il precedente Sub-Zero e non riesce a comprendere perché il fantasma decida di risparmiarlo.
- Jax: Trovata Sonya, tenuta prigioniera insieme al loro arcinemico Kano, riesce a liberarla e insieme sconfiggono Shao Kahn; purtroppo, nel caos che segue, anche Kano riesce a scappare, ed entrambi i guerrieri sanno che le loro strade si incroceranno di nuovo con il criminale.
- Shang Tsung: Rivoltatosi contro Shao Kahn e sconfittolo, si riunisce insieme ai più potenti stregoni dell'imperatore per indebolire i confini dimensionali tra Regno Esterno e Terra, per poter invadere quest'ultima con le sue orde di demoni e prendere il controllo di entrambi i regni.
- Baraka: Dopo aver sconfitto i guerrieri della Terra, Baraka si rivolta contro i suoi padroni, sconfiggendo prima Shang Tsung, poi Kintaro e, infine, dopo una sanguinosa battaglia, Shao Kahn stesso. I tarkatan diventano, così, padroni del Regno Esterno e Baraka viene acclamato re.
- Reptile: Dopo aver appreso che Shang Tsung desidera schiavizzare, con il benestare di Shao Kahn, la sua specie in via di estinzione, gli zaterriani, si rivolta contro il suo padrone e lo sconfigge, permettendo, così, alla sua gente di vivere pacificamente.